# Tepuihyla
Tepuihyla is een geslacht van kikkers uit de familie boomkikkers (Hylidae).
De groep werd voor het eerst wetenschappelijk beschreven door Jose Ayarzagüena, Josefa Celsa Señaris en Stefan Jan Filip Gorzula in 1993. 
Er zijn negen soorten, inclusief de pas in 2015 beschreven soort Tepuihyla obscura en de soort Tepuihyla shushupe is pas sinds 2016 bekend. De verschillende soorten komen voor in delen van Zuid-Amerika en leven in de landen Brazilië, Ecuador, Guyana, Peru en Venezuela. Verreweg de meeste soorten zijn endemisch in Venezuela.

## Soorten
Geslacht Tepuihyla
- Soort Tepuihyla aecii
- Soort Tepuihyla edelcae
- Soort Tepuihyla exophthalma
- Soort Tepuihyla luteolabris
- Soort Tepuihyla obscura
- Soort Tepuihyla rodriguezi
- Soort Tepuihyla shushupe
- Soort Tepuihyla tuberculosa
- Soort Tepuihyla warreni

Aparasphenodon · 
Argenteohyla · 
Corythomantis · 
Dryaderces · 
Itapotihyla · 
Nyctimantis · 
Osteocephalus · 
Osteopilus · 
Phyllodytes · 
Phytotriades · 
Tepuihyla · 
Trachycephalus